# Скотті Джеймс
Скотті Джеймс (англ. Scotty James; нар. 6 липня 1994) — австралійський сноубордист, спеціаліст із хафпайпу й слоупстайлу, олімпійський медаліст, дворазовий чемпіон світу, переможець та призер X-ігор. 
Бронзову олімпійську медаль Джеймс виборов на Пхьончханській олімпіаді 2018 року в хафпайпі. На цій Олімпіаді він був прапороносцем австралійської команди.

## Кар'єра
Скотті почав кататися на сноуборді ще у трирічному віці, але так як у світі не роблять таких маленьких дошок, батько Скотті придбав сноуборд у іграшковому магазині лише за 10 доларів . Його міжнародний дебют відбувся в 14 років на Кубку Європи у Швейцарії . У 2010 році, Скотті став наймолодшим за останні 50 років, австралійцем, який брав участь у зимових ОІ, а також наймолодшим олімпійцем на зимових Олімпійських Іграх у Ванкувері. . 

## Олімпійські ігри
| Рік  | Місто                     | Хафпайп | Слоупстайл |
| ---- | ------------------------- | ------- | ---------- |
| 2010 | Ванкувер, Канада          | 21      | Н/Д        |
| 2014 | Сочі, Росія               | 21      | 16         |
| 2018 | Пхьончхан, Південна Корея | 3       | —          |
| 2022 | Пекін, Китай              | 2       | —          |

## Чемпіонат світу
| Рік  | Місто                  | Хафпайп | Слоупстайл |
| ---- | ---------------------- | ------- | ---------- |
| 2009 | Канвон, Південна Корея | 48      | —          |
| 2013 | Стоунгем, Канада       | 6       | 16         |
| 2015 | Крайшберг, Австрія     | 1       | —          |
| 2017 | Сьєрра-Невада, Іспанія | 1       | —          |
| 2019 | Юта, США               | 1       | —          |
| 2021 | Аспен, США             | 2       | —          |

## Зовнішні посилання
- Australian Olympic Team Profile [Архівовано 26 лютого 2010 у Wayback Machine.]

## Виноски
1. ↑  Men's halfpipe results (PDF). Архів оригіналу (PDF) за 19 лютого 2018. Процитовано 21 квітня 2018.
2. ↑  Scotty James named Australian Flag Bearer. www.theaustralian.com.au (англ.). Архів оригіналу за 11 червня 2018. Процитовано 13 лютого 2018.
3. ↑  Архівована копія. Архів оригіналу за 30 січня 2019. Процитовано 29 січня 2019.{{cite web}}:  Обслуговування CS1: Сторінки з текстом «archived copy» як значення параметру title (посилання) [Архівовано 2019-01-30 у Wayback Machine.]
4. ↑  Архівована копія. Архів оригіналу за 16 лютого 2010. Процитовано 16 лютого 2010.{{cite web}}:  Обслуговування CS1: Сторінки з текстом «archived copy» як значення параметру title (посилання)